# 雷·埃勒夫森
尤金·雷·埃勒夫森（英語：Eugene Ray Ellefson，1922年11月18日—1994年10月7日），美国NBA联盟前职业篮球运动员。